# Arocephalus grandii
Arocephalus grandii är en insektsart som beskrevs av Servadei 1972. Arocephalus grandii ingår i släktet Arocephalus och familjen dvärgstritar. Inga underarter finns listade i Catalogue of Life.